# デッザ県
デッザ県 (デッザけん、Dedza) は、マラウイ中部州の県(Dedza district)で、中心となる町はデッザ（Dedza township）である。この県の面積は、3624 km²で、人口は2018年の国勢調査時点で3万912人である。

## 地理

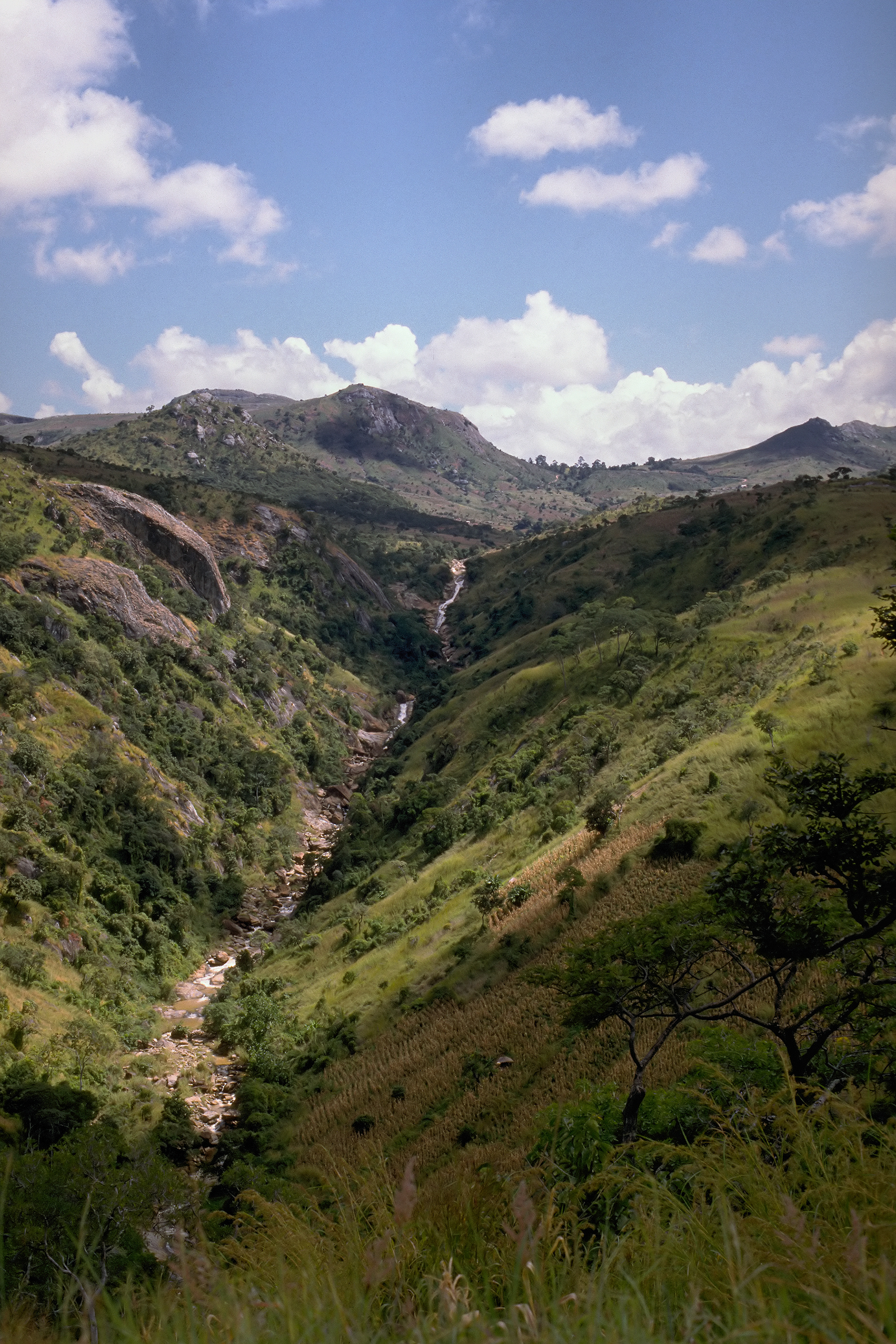
東部のゴロモチ(Golomoti)の断崖の風景.

北西側がリロングウェ(Lilongwe)、北側がサリマ (Salima)、東側がマンゴチ (Mangochi)、南東側がンチェウ(Ntcheu)、南側がモザンビークのアンゴニア (Angónia), マカンガ (Macanga) の各県に囲まれている。
大地溝帯の西側の段差にまたがるように位置しているため、東部の標高の低い地域と中部の高地では地理条件が大きく異なる。中部にあるデッザの町は標高1,500mほどの高原で、マラウイでは暑い乾季といわれる10月前後でもそれほど暑くはない。一方で、東部のマラウイ湖、岸に面している一帯は標高500mほどのため暑い地域である。
Thiwi, Thete, Lifidzi, Diamphwe, Linthipe等の川が中西部から北に向かい、Linthipe川に合流し、マラウイ湖に流れている。

## 交通
主要な道路は、国道1号線（通称「M1」で、リロングウェ、ブランタイヤ等主要都市を結んでいる）が北西-南東方向に貫通し、東部では、マラウイ湖に沿って国道5号線（通称「M5」）が通っている（いずれも片側1車線でアスファルト舗装である）。以前は、両者を結ぶ道路の状況はよくなかったが、2006年までにS127道路が改良されたため、容易に行き来ができるようになった。また、標高差数百メートルあるにもかかわらず、以前から断崖に作られた小径を通っての徒歩による行き来が多くある。

## 主要な町
- 中部：Dedza, Kaphuka, Mayani, Tambala, Chongoni, Bembeke, Ngonoonda
- 西部：Lobi, Thete(Malirana), Linthipe, Chimbiya, Njonja(Chimoto), Mphunzi, Maonde, Chafumba, Lifidzi, Kabwadzi, Mikondo, Kafere
- 東部：Mtakataka, Mua, Golomoti

## 産業
マラウイのほとんどの地域と同様に農業が中心である。

### 農業
主食のメイズ等が自給用を主として生産されている。主要な作物は次のとおり。
- 食用作物：メイズ、サツマイモ、ジャガイモ、キャッサバ、シコクビエ、豆類、水稲(東部のマラウイ湖沿い)など
- 野菜：トマト、キャベツ、非結球ハクサイ、カラシナ、タマネギ、カボチャ(果実、葉)など
- 果樹：マンゴー、バナナ、リンゴ(中部の標高の高い地域)、モモ(中部の標高の高い地域)など
- 工芸作物：タバコなど
- 畜産：山羊、肉牛、養鶏、養豚など

### 林業
中部の山間部などで林業が行われている。また、各地の農村部での小規模な植林が推進されている。なお、チョンゴニには、マラウイ森林野生生物専門学校(Malawi College of Forestry and Wildlife)がある。

### 漁業
マラウイ湖沿いでは漁業が行われている。

### 観光
本格的な観光の取り組みは最近始まったばかりである。ムパラレ村の取り組みは日本の支援によるものである。
- デッザの町から北に十数キロの範囲に広がる地域に分散するチョンゴニの岩絵地域が、マラウイ湖国立公園に続いてマラウイでは2つ目のユネスコの世界遺産に登録された（2006年）。文化遺産としてはマラウイ初である。

127箇所ある現在までに確認された壁画のうち、チェンチェレレ　ナムゼゼ　ムプンジの三ヶ所のサイトが一般に公開されている。
- デッザの町の入口から少し北に行ったところに、デッザポッタリー製陶所がある。その陶器の販売のほか、その陶器を用いて食事を出すレストランがあり、おいしいケーキが食べられる。
- デッザポッタリー製陶所から、10kmほど北西に行ったムパラレ村（MPALALE VILLAGE）では、村を訪れる観光ツアーを実施しており、チェワ族の伝統的な踊りや歌などが楽しめる。
- 東部のM5道路沿いのMuaには、クンゴニ文化芸術センター（KuNgoni Centre of Culture & Art）があり、マラウイの歴史の解説や遺産の展示などを行っている博物館や研究所などがある。入場料3000MKW (2018年時点)

### その他
- デッザの町には、銀行、病院、官公庁、ガソリンスタンド、スーパーマーケット、市場等がある。また、モザンビーク国境も近く、出入国管理事務所がデッザの町はずれの国境にある。